# Gonçalo Guedes
Gonçalo Manuel Ganchinho Guedes (wym. [ɡõˈsalu ˈɣɛðɨʃ], ur. 29 listopada 1996 w Benavente) – portugalski piłkarz, grający na pozycji napastnika w angielskim klubie Wolverhampton Wanderers oraz w reprezentacji Portugalii. Jest wychowankiem klubu SL Benfica. Zwycięzca Ligi Narodów 2018/2019. Uczestnik Mistrzostw Świata 2018.
Został powołany na Mistrzostwa Europy w 2020 roku (rozgrywane w 2021), jednak nie wystąpił w żadnym spotkaniu.

## Kariera klubowa
Swoją karierę piłkarską Guedes rozpoczął w klubie SL Benfica, w którym podjął treningi w 2005 roku. W sezonie 2013/2014 awansował do zespołu rezerw Benfiki. 19 kwietnia 2014 zadebiutował w nich w drugiej lidze portugalskiej w przegranym 1:4 wyjazdowym meczu z rezerwami FC Porto. W sezonie 2014/2015 był już podstawowym zawodnikiem rezerw Benfiki. W trakcie sezonu awansował również do pierwszego zespołu. 4 stycznia 2015 zaliczył swój debiut w Primeira Liga w zwycięskim 3:0 wyjazdowym meczu z FC Penafiel, gdy w 90. minucie zmienił Limę. W sezonie 2014/2015 wywalczył z Benfiką mistrzostwo Portugalii oraz zdobył Puchar Portugalii i Superpuchar Portugalii. 26 września 2015 w domowym meczu z FC Paços de Ferreira (3:0) strzelił swojego premierowego gola w portugalskiej lidze. 25 stycznia 2017 roku przeszedł do Paris Saint-Germain za 30 milionów euro. 1 września 2017 roku został wypożyczony na rok do hiszpańskiej Valencii. Następnie wykupiony przez hiszpański klub a w 2022 roku sprzedany do angielskiego Wolverhampton. 

## Kariera reprezentacyjna
Od 2013 roku Guedes gra w młodzieżowych reprezentacjach Portugalii. W dorosłej reprezentacji Portugalii zadebiutował 14 listopada 2015 w przegranym 0:1 towarzyskim meczu z Rosją, rozegranym w Krasnodarze.

## Statystyki kariery

### Klub
| Klub                | Sezon   | Liga           | Liga  | Liga   | Puchar kraju | Puchar kraju | Puchar ligi | Puchar ligi | Europa | Europa | Inne  | Inne   | Łącznie | Łącznie |
| Klub                | Sezon   | Division       | Mecze | Bramki | Mecze        | Bramki       | Mecze       | Bramki      | Mecze  | Bramki | Mecze | Bramki | Mecze   | Bramki  |
| ------------------- | ------- | -------------- | ----- | ------ | ------------ | ------------ | ----------- | ----------- | ------ | ------ | ----- | ------ | ------- | ------- |
| Benfica B           | 2013–14 | Segunda Liga   | 1     | 0      | —            | —            | —           | —           | —      | —      | —     | —      | 1       | 0       |
| Benfica B           | 2014–15 | Segunda Liga   | 32    | 8      | —            | —            | —           | —           | —      | —      | —     | —      | 32      | 8       |
| Benfica B           | 2015–16 | Segunda Liga   | 5     | 3      | —            | —            | —           | —           | —      | —      | —     | —      | 5       | 3       |
| Benfica B           | Ogólnie | Ogólnie        | 38    | 11     | —            | —            | —           | —           | —      | —      | —     | —      | 38      | 11      |
| Benfica             | 2014–15 | Primeira Liga  | 5     | 0      | 1            | 0            | 3           | 0           | 0      | 0      | —     | —      | 9       | 0       |
| Benfica             | 2015–16 | Primeira Liga  | 18    | 3      | 1            | 0            | 4           | 0           | 7      | 1      | 1     | 0      | 31      | 4       |
| Benfica             | 2016–17 | Primeira Liga  | 16    | 2      | 4            | 1            | 2           | 2           | 6      | 2      | 0     | 0      | 28      | 7       |
| Benfica             | Ogólnie | Ogólnie        | 39    | 5      | 6            | 1            | 9           | 2           | 13     | 3      | 1     | 0      | 68      | 11      |
| Paris Saint-Germain | 2016–17 | Ligue 1        | 7     | 0      | 4            | 0            | 0           | 0           | —      | —      | —     | —      | 11      | 0       |
| Paris Saint-Germain | 2017–18 | Ligue 1        | 1     | 0      | 0            | 0            | 0           | 0           | 0      | 0      | 1     | 0      | 2       | 0       |
| Paris Saint-Germain | Ogólnie | Ogólnie        | 8     | 0      | 4            | 0            | 0           | 0           | 0      | 0      | 1     | 0      | 13      | 0       |
| Valencia (loan)     | 2017–18 | La Liga        | 33    | 5      | 5            | 1            | —           | —           | —      | —      | —     | —      | 38      | 6       |
| Valencia            | 2018–19 | La Liga        | 25    | 5      | 2            | 0            | —           | —           | 12     | 3      | —     | —      | 39      | 8       |
| Valencia            | 2019–20 | La Liga        | 21    | 2      | 1            | 0            | —           | —           | 3      | 0      | 0     | 0      | 25      | 2       |
| Valencia            | 2020–21 | La Liga        | 31    | 5      | 3            | 2            | —           | —           | —      | —      | —     | —      | 34      | 7       |
| Valencia            | 2021–22 | La Liga        | 36    | 11     | 6            | 2            | —           | —           | —      | —      | —     | —      | 42      | 13      |
| Valencia            | Ogólnie | Ogólnie        | 146   | 28     | 17           | 5            | —           | —           | 15     | 3      | 0     | 0      | 178     | 36      |
| Wolverhampton       | 2022/23 | Premier League | 5     | 0      | 0            | 0            | 1           | 0           | —      | —      | —     | —      | 6       | 0       |
| Ogólnie             | Ogólnie | Ogólnie        | 236   | 44     | 27           | 6            | 10          | 2           | 28     | 6      | 2     | 0      | 303     | 58      |

### Reprezentacyjne
| National team | Year    | Apps | Goals |
| ------------- | ------- | ---- | ----- |
| Portugalia    | 2015    | 2    | 0     |
| Portugalia    | 2017    | 3    | 1     |
| Portugalia    | 2018    | 9    | 2     |
| Portugalia    | 2019    | 7    | 3     |
| Portugalia    | 2020    | 1    | 0     |
| Portugalia    | 2021    | 7    | 0     |
| Portugalia    | 2022    | 1    | 0     |
| Ogólnie       | Ogólnie | 30   | 6     |